# Glas (Film)
Glas ist ein niederländischer Kurz-Dokumentarfilm von Bert Haanstra aus dem Jahr 1958.

## Handlung
Der Film zeigt die Herstellung von Glas in unterschiedlichster Form. Er folgt dabei der Arbeit der Glasbläser, die Einzelstücke mit großer Fertigkeit schaffen, wobei je nach Größe des Gegenstands schwere körperliche Arbeit zum Erschaffen des Gefäßes nötig ist. Dem handgefertigten Glasstück wird die maschinelle Fertigung gegenübergestellt, so die Produktion von Glasflaschen unterschiedlichster Farbe. Die Aufgabe des Menschen ist dabei vornehmlich, den Produktionsablauf zu überwachen. Kann eine Maschine einen Arbeitsablauf nicht planmäßig durchführen, droht der Verlust zahlreicher Glasflaschen, wie an einem Beispiel gezeigt wird.

## Produktion
Die Idee für Glas kam Regisseur und Produzent Bert Haanstra während seiner Arbeit am Film Over glas gesproken, den er im Auftrag der niederländischen Vereenigde Glasfabrieken drehte und der 1958 fertiggestellt war. Im Gegensatz zu diesem Film wird bei Glas auf einen Kommentar verzichtet. Glas wurde 1958 veröffentlicht und lief im gleichen Jahr unter anderem auf der Berlinale.

## Auszeichnungen

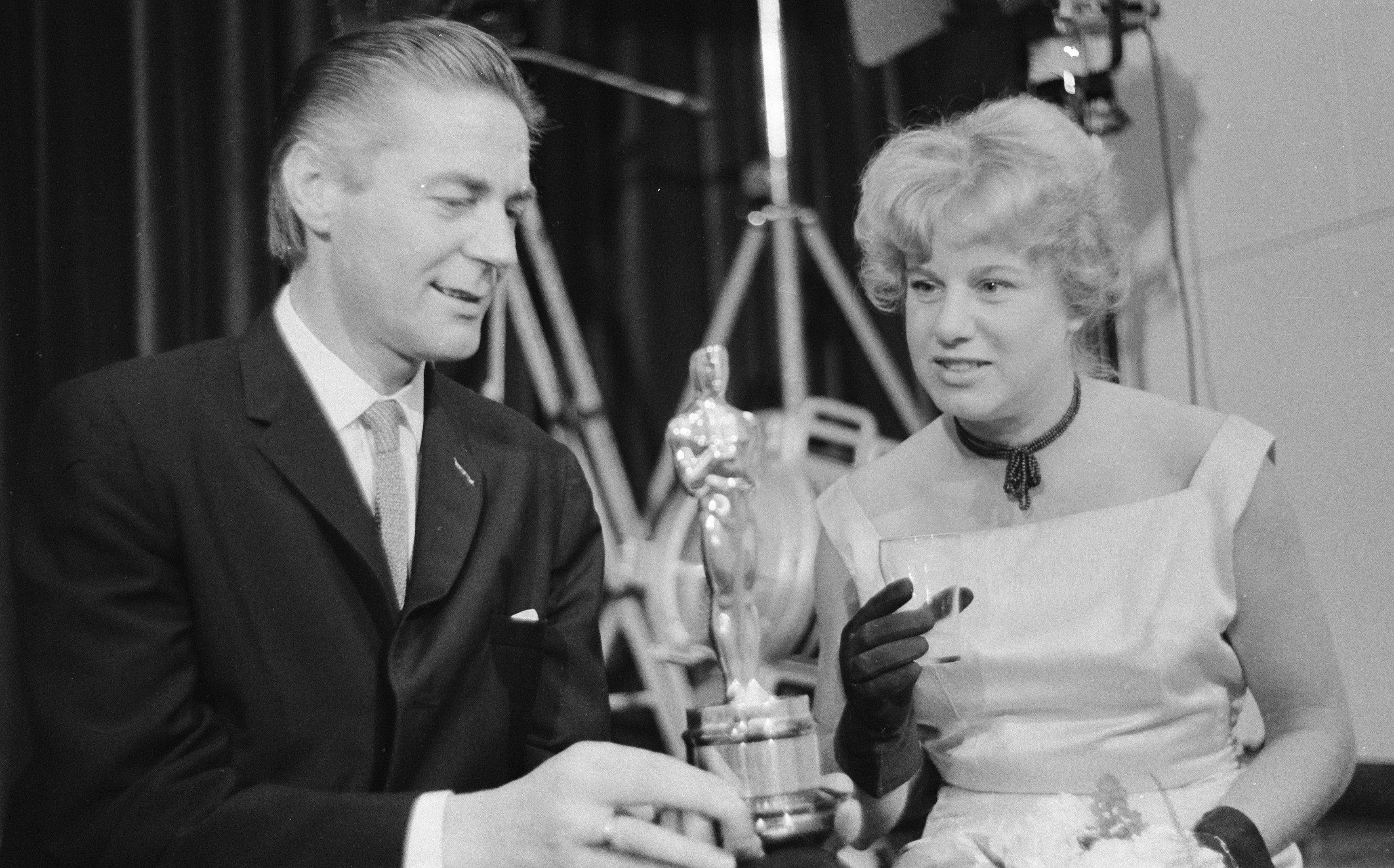
Bert Haanstra 1960 mit dem Oscar für Glas

Glas gewann auf der Berlinale 1958 den Silbernen Bären, Sonderpreis der Jury. Im Jahr 1959 gewann er einen BAFTA als Bester Dokumentarfilm und wurde 1960 mit dem Oscar in der Kategorie Bester Dokumentar-Kurzfilm ausgezeichnet. Es war der erste Oscargewinn für einen niederländischen Film.